# Cristina Fallarás
Cristina Fallarás Sánchez (Zaragoza, 18 de marzo de 1968) es una escritora y periodista feminista española. Ha recibido el Premio Buenas Prácticas de Comunicación No Sexista, otorgado por la Asociación de Mujeres Periodistas de Cataluña, y el Premio de Periodismo feminista María Luz Morales, otorgado por el Observatorio Cultural de Género y la Fundación Catalunya-La Pedrera.

## Trayectoria periodística
Estudió periodismo en la Universidad Autónoma de Barcelona (UAB). Fue redactora jefe de la edición catalana de El Mundo y trabajó también en las redacciones de la Cadena Ser, Radio Nacional de España, El Periódico de Cataluña, Antena 3 y Telecinco.
Participó en el diseño de la redacción del proyecto periodístico del diario ADN, perteneciente al Grupo Planeta, del que fue cofundadora y donde ejerció de subdirectora hasta el año 2008. Desde el 27 de noviembre de 2006 hasta el 19 de febrero de 2012 escribió en un blog sobre sus reflexiones y experiencias.
Desde septiembre de 2016 a febrero de 2017, fue directora de la versión digital del Diario 16, y anunció su dimisión apuntando desde su cuenta de Twitter que las condiciones laborales propuestas por la empresa editora resultaban inaceptables.
En julio de 2018, fue propuesta, sin llegar a serlo, consejera de RTVE a instancias del partido Podemos. En los últimos años ha participado como analista en distintos programas televisivos. 

### Novelista
En 2011 publicó la novela Las niñas perdidas, que le ha granjeado dos premios y la convirtió en la primera mujer en ganar el Premio Hammett que otorga la Semana Negra de Gijón. También fue galardonada en 2011 con el Premio de Novela corta de Barbastro su novela breve Últimos días en el Puesto del Este.

## Activismo y política
Mediante ensayos, libros, conferencias y artículos periodísticos, Fallarás siempre ha sido vinculada al feminismo, la lucha por los derechos de la mujer y la igualdad de género. Desde marzo de 2011 hasta junio de 2015, fue una de las autoras de Ellas, el blog del diario El Mundo sobre derechos de la mujer e igualdad. Fallarás no defiende la abolición de la prostitución.
Forma parte del colectivo artístico fundado por Fernando Marías Amondo, llamado Hijos de Mary Shelley. Con él, participó en las sesiones de homenaje a la pionera feminista Mary Wollstonecraft y en el libro titulado Wollstonecraft. Hijas del horizonte, donde también figuran otras escritoras como Espido Freire, Paloma Pedrero, Nuria Varela, Cristina Cerrada, Eva Díaz Riobello, María Zaragoza, Raquel Lanseros y Vanessa Montfort.
El 26 de abril de 2018 lanzó el hashtag #Cuéntalo. Produjo cerca de tres millones de tuits de los cuales más de 50.000 son testimonios de violaciones, abusos o acoso.

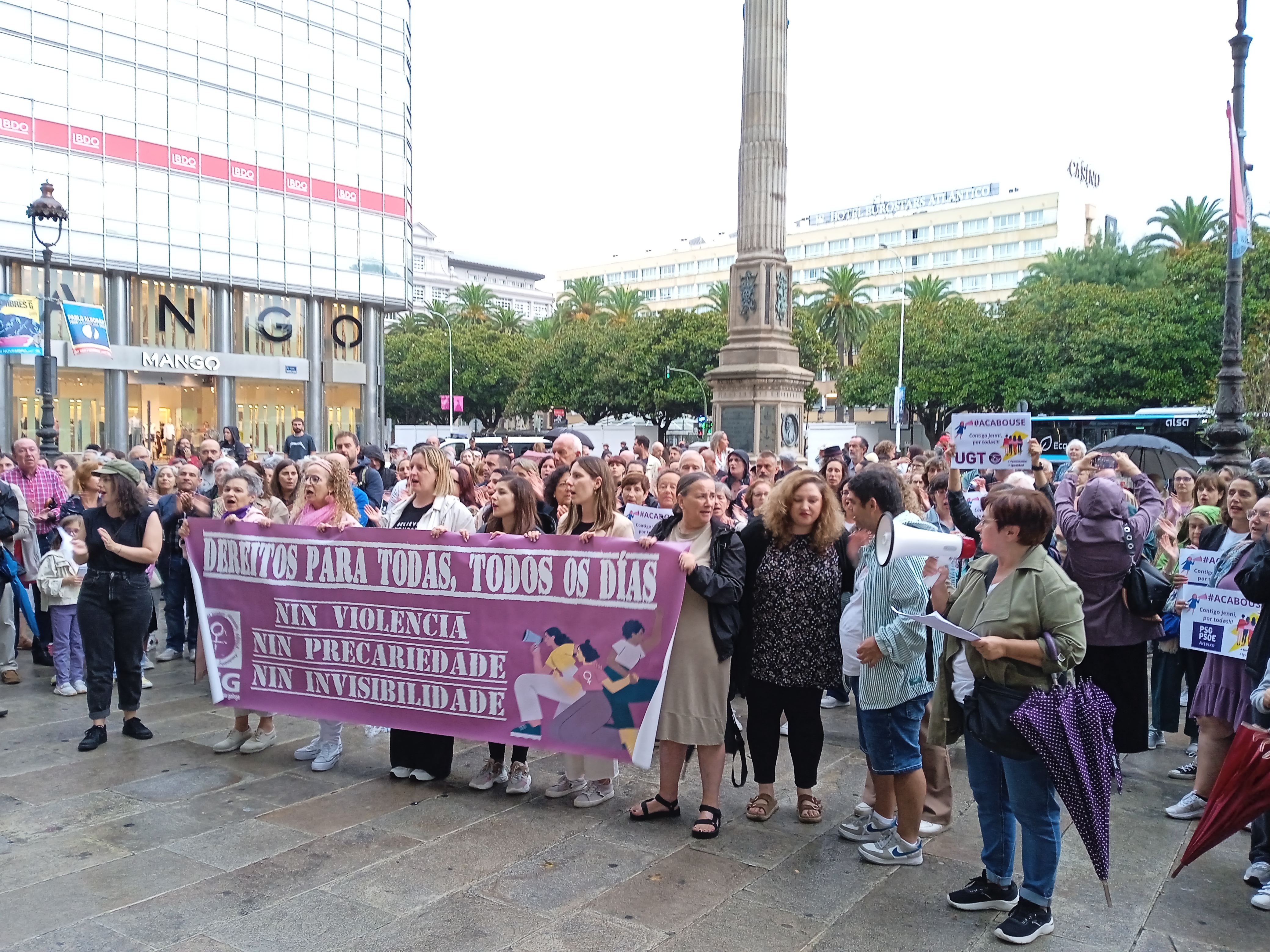
1. seacabó manifestación, 28 de agosto de 2023

El 27 de agosto de 2023, con el hashtag #SeAcabó, tras la polémica del Caso Rubiales, comenzó a compartir en sus redes sociales los testimonios de mujeres víctimas de acoso, violaciones y abusos. A raíz de este incidente, Fallarás participó en el documental Espanjalainen suudelma (El beso español) en la televisión pública finlandesa YLE, junto con otras figuras feministas como la periodista Natalia Torrente del medio de comunicación Relevo, la actriz Pamela Palenciano, la politóloga y periodista Irene Zugasti y la jueza Victoria Rosell, entre otras.

### Ámbito político
En el ámbito político formó parte del grupo fundador del movimiento cívico Cataluña Siglo XXI, impulsado por Pasqual Maragall, fundado en 1999. En julio de 2018 fue propuesta como consejera de RTVE a instancias del partido Podemos. En las elecciones municipales de 2019 se anunció que participaría cerrando simbólicamente la lista de Barcelona en Común encabezada por Ada Colau.

## Vida personal
Abiertamente bisexual, Fallarás contrajo matrimonio con una abogada feminista en 2024.

## Televisión
- Migdia (2012-2013) en 8tv
- La Sexta noche (2013-2014) en La Sexta.
- Un tiempo nuevo (2014-2015) en Telecinco.
- Las mañanas de Cuatro (2013-2018) en Cuatro.
- La otra red (2014) en Cuatro.
- Mad in Spain (2017) en Telecinco.
- Sábado Deluxe (2017) en Telecinco.
- Tot es mou (2018-) en TV3.
- 120 minutos (2018-) en Telemadrid.
- Hechos reales (2018) en Telecinco.
- Ya es mediodía (2018-2023) en Telecinco.
- Todo es mentira (2019-) en Cuatro.
- Cuatro al día (2019-) en Cuatro.

## Libros publicados
- Rupturas, Urano, 2003
- No acaba la noche, Planeta, 2006
- Así murió el poeta Guadalupe, Alianza, 2009
- Las niñas perdidas, Roca Editorial, 2011
- Últimos días en el Puesto del Este, DVD ediciones, 2011
- A la puta calle: Crónica de un desahucio, Bronce Editorial, 2013
- Honrarás a tu padre y a tu madre, Anagrama, 2018
- Ahora contamos nosotras, Anagrama, 2019
- Posibilidad de un nido, Esto No Es Berlín, 2020
- El evangelio según María Magdalena, Penguin Random House, 2021
- La Loca, Penguin Random House, 2022

## Premios y reconocimientos
- Finalista del Premio Hammett 2010 con Así murió el poeta Guadalupe
- Premio de Novela Negra L'H Confidencial 2011 por Las niñas perdidas
- Premio Ciudad de Barbastro de Novela Breve 2011 por Últimos días en el Puesto del Este
- Premio Hammett 2012 (Semana Negra de Gijón) por Las niñas perdidas
- En 2018, Premio Buenas Prácticas de Comunicación no sexista, otorgado por la Asociación de Mujeres Periodistas de Cataluña.[1]
- En 2019, recibió el Premio de Periodismo feminista María Luz Morales, otorgado por el Observatorio Cultural de Género, la Fundación Catalunya la Pedrera y la colaboración del periódico Ara, por el artículo Femenino Funeral: el lamentable recuento de las mujeres asesinadas durante 2017 publicado en el diario Público.[2]
- En 2020, el Ministerio de Igualdad, con motivo del Día Internacional para la Eliminación de la Violencia contra las Mujeres, reconoció su labor en la erradicación de la violencia contra las mujeres por la iniciativa en concienciación social #Cuéntalo.[27]
- En 2023, recibió el Premio Periodista lince en la primera edición de los Premios Linces Moradas, estos premios son otorgados por el Instituto República y Democracia, para reconocer el “compromiso social y el trabajo por una sociedad más justa, igualitaria y democrática".[28][29]